# 海比甫·玉尼奇
海比甫·玉尼奇（Habib Yunich，1906年—1945年），或称海比甫·尤尼切夫至，男，塔塔尔族，新疆伊宁人，三区革命早期领导人之一。

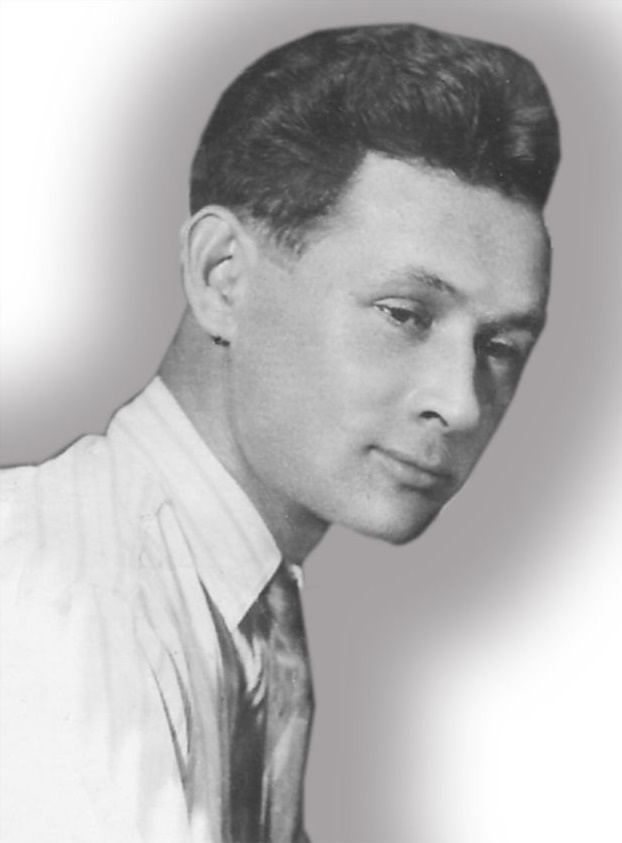

## 生平
伊宁事变发生后，1944年11月12日，伊宁解放组织宣布成立东突厥斯坦共和国临时政府。临时政府以艾力汗·吐烈、海比甫·尤尼切夫等16人组成临时政府委员会，临时政府委员会推举艾力汗·吐烈为主席，阿奇木伯克·霍加为副主席，阿不都鲁甫·买合苏木为秘书长。临时政府主要由三部分人组成，一是艾力汗·吐烈、阿不都木塔艾力·海里潘等伊斯兰教上层人士及阿奇木伯克·霍加、阿不都海依尔·吐烈、加尼·尧力达西等各民族地主、牧主之类上层统治阶级；二是热合木江·沙比尔阿吉、安尼瓦尔·木沙巴也夫、阿不都鲁甫·买合苏木、莫合买提江·买合苏木等有资产阶级思想倾向的工商界人士；三是以阿不都克里木·阿巴索夫等共产主义者和左翼知识分子，他们在临时政府中是极少数。
临时政府成立后，决定由海比甫·尤尼切夫负责筹建临时政府教育厅。1944年11月17日，临时政府机关报《解放的东突厥斯坦报》报社成立，海比甫·尤尼切夫被任命为社长。当日，该报维吾尔文、哈萨克文、俄罗斯文、汉文（汉文版的报名为《自由的东突厥斯坦报》）四种文版在伊宁创刊。1944年11月18日，临时政府教育厅成立，海比甫·尤尼切夫任厅长，赛福鼎·艾则孜任副厅长。
1945年，海比甫·尤尼切夫逝世。1945年3月13日，临时政府委员会通过决定，任命赛福鼎·艾则孜接替已去世的海比甫·尤尼切夫担任教育厅厅长。